# Bracon sanninoideae
Bracon sanninoideae är en stekelart som först beskrevs av Charles Joseph Gahan 1917.  Bracon sanninoideae ingår i släktet Bracon och familjen bracksteklar. Inga underarter finns listade.